# Sorfejtés
A matematikában sorfejtés vagy sorba fejtés egy olyan eljárás, mely során egy bonyolult kifejezéseket tartalmazó függvényt olyan függvénnyel fejezünk ki, melyben egyszerű összefüggések vannak. Így a számolásokat könnyítjük meg, illetve tesszük lehetővé.

## Általános jellemzői
A sorfejtés módszereit a fizikában és más tudományokban is gyakran alkalmazzák, hogy bonyolult összefüggéseket bizonyos feltételek mellett egyszerű összefüggésekkel helyettesítsék. Az adott modellben így a számítások egyszerűbbé válhatnak.
A sorfejtés pontossága nő, ha több tagot vesznek figyelembe. A modellnek megfelelően a sorfejtést jellemzően véges sok tagig veszik figyelembe, a többi tagot pedig a modellből következő feltételek szerint elhagyják. Az elhagyott tagokból eredő korrekciót ilyenkor szokás szerint vagy elhanyagolják, ha a modell feltevései ezt lehetővé teszik, vagy O-jelöléssel, korrekciós tagként veszik figyelembe.
A sorfejtés gyakran ortogonális vagy ortonormált függvényekkel való kifejezést jelent, a legpraktikusabb bázis megválasztása a modelltől és az alkalmazott matematikai formalizmustól is függhet.

## Gyakran alkalmazott sorfejtések
Néhány gyakran alkalmazott eljárás:
- Taylor-sor: a kiinduló függvény deriváltjaiból képezett hatványsor.
- Maclaurin-sor: a Taylor-sor speciális esete, amikor 0 körül fejtünk sorba.
- Laurent-sor: a Taylor-sorfejtés kiterjesztése negatív kitevőjű hatványokat is tartalmazó bázisra.
- Dirichlet-sor: a számelméletben használatos sorfejtés.
- Fourier-sor: periodikus függvények sorfejtése esetén praktikus olyan függvényrendszert választani, mely szintén periodikus függvényekből áll. A Fourier-sorfejtésben a kiinduló függvényt szögfüggvények szerint fejtjük sorba. Az eljárás igen gyakori többek között az akusztikában, az elektronikában és a méréstechnikában.
- Newton-sor
- Legendre-polinomok: a fizikában ezek segítségével fejezhetők ki tetszőleges elektromos téreloszlások a dipólus, a kvadrupólus és magasabb rendű tagok szuperpozíciójaként.
- Zernike-polinomok: optikai lencsehibák számításakor használják. A sorfejtés tagjai az egyes lencsehibáknak felelnek meg.